# سوسنوفکا (شهرستان پینژسکی، استان آرخانگلسک)
سوسنوفکا (به لاتین: Sosnovka) یک منطقهٔ مسکونی در روسیه است که در استان آرخانگلسک واقع شده‌است.